# Отрадное (Черняховский район)
Отрадное (до 1938 — Блокиннен (нем. Blockinnen), до 1947 — Блокен (нем. Blocken)) — посёлок в Черняховском муниципальном округе Калининградской области. 

## История
Деревня Блокиннен известна с 1665 года. В 1874 году Блокиннен становится центром вновь созданного одноименного сельского округа, просуществовавшего до 1930 года. Округ относился к району Инстербург в административном округе Гумбиннен прусской провинции Восточная Пруссия. В округ Блокиннен входили населённые пункты: Багински, Блокиннен, Гандриннен, Грабовен, Мюле-Кеппуррен, Ниммерфрид. В 1928 году Блокиннен потерял свою самостоятельность и был включен в состав сельской общины Ленкутчен, входившей в состав сельского округа Швирбельн. В 1938 году Блокиннен был переименовано в Блокен.
В результате Второй мировой войны в 1945 году деревня вошла в состав Советского Союза вместе с северной частью Восточной Пруссии. В 1947 году посёлок получил российское обозначение Отрадное и одновременно был отнесен к Свободненскому сельскому совету Черняховского района. С 2008 по 2015 год Отрадное входило в состав Свободненского сельского поселения, с 2022 года — в Черняховский муниципальный округ.
До 2015 года входил в состав Свободненского сельского поселения.

## Население
| 1910 | 2002 | 2010 |
| ---- | ---- | ---- |
| 105  | ↘14  | ↘12  |